# Bakdal-dong
Bakdal-dong (koreanska: 박달동) är en stadsdel i kommunen Anyang i provinsen Gyeonggi,  i den nordvästra delen av Sydkorea,  19 km söder om huvudstaden Seoul. Den ligger i stadsdistriktet Manan-gu.
Administrativt är Bakdal-dong uppdelat i:
| Namn    | Namn              | Yta i km² | Invånare 31 dec 2019 |
| ------- | ----------------- | --------- | -------------------- |
| 박달1동 | Bakdal 1(il)-dong | 0,93      | 16 524               |
| 박달2동 | Bakdal 2(i)-dong  | 6,91      | 23 499               |